# Stay (더 키드 라로이, 저스틴 비버의 노래)
"Stay"는 호주의 래퍼이자 가수인 더 키드 라로이와 캐나다의 가수 저스틴 비버의 노래이다. 2021년 7월 9일, 라로이의 믹스테이프 Fuck Love 3: Over You의 리드 싱글로 Grade A Productions와 콜롬비아 레코드를 통해 발매되었다. 이 노래는 캐시미어 캣, 찰리 푸스, 오머 페디, 블레이크 슬랫킨이 프로듀싱했다. 이 곡은 FnZ 멤버인 Finatik과 Zac, 그리고 Haan과 함께 두 아티스트와 프로듀서들에 의해 쓰여졌다. 이 곡은 비버의 여섯 번째 정규 앨범인 "Justice"의 수록곡인 "Unstable"에 이어 라로이와 비버의 두 번째 콜라보레이션 곡이다.
"Stay"는 빌보드 핫 100에서 정점을 찍었고, 라로이의 첫 번째 차트 1위, 비버의 여덟 번째 차트 1위가 되었다. 이 노래는 또한 빌보드 글로벌 200과 호주, 캐나다, 독일, 인도, 네덜란드, 뉴질랜드, 노르웨이, 한국, 스웨덴을 포함한 20개국의 차트에서 1위를 차지했다. 그것은 또한 18개국의 상위 10위 안에 들었다.
2021년 ARIA 뮤직 어워드에서 이 곡은 최우수 팝 음반상 후보에 올랐고 키드 라로이는 최우수 아티스트상 후보에 올랐다.

## 같이 보기
- 2021년 빌보드 핫 100 차트 1위 목록